# Guillermo Soto
Guillermo Tomás Soto Arredondo (* 19. Januar 1994 in Santiago de Chile) ist ein chilenischer Fußballspieler, der als Rechtsverteidiger agiert. Als Nationalspieler Chiles wurde er in drei Partien eingesetzt.

## Karriere

### Verein
Guillermo Soto stammt aus der Jugend der Universidad Católica und wurde 2014 in die erste Mannschaft befördert. Trainer Rodrigo Astudillo setzte den jungen Verteidiger erstmals am 18. Mai 2014 während der Copa Chile 2014–15 ein. Nach der Saison wurde Soto erst an die Rangers de Talca, dann an den AC Barnechea verliehen, um Spielpraxis zu sammeln. 2018 wechselte er endgültig zum CD Palestino, bei dem er sich als Spieler der Primera División etablierte. Mit Palestino gewann der 1,75 m große Defensivspieler 2018 die Copa Chile. Im Januar 2022 ging Soto nach Argentinien, um den CA Huracán zu verstärken. Im Sommer 2023 wechselte er nach Russland zu Baltika Kaliningrad. Seit Januar 2024 spielt Soto wieder in der Heimat bei Universidad Católica.

### Nationalmannschaft
Für Chile absolvierte Soto sein Debüt unter Eduardo Berizzo beim Freundschaftsspiel im November 2022 gegen Polen. Zuvor stand der Rechtsverteidiger schon im August 2019 im Kader, wurde aber nicht eingewechselt. Bei der Qualifikation zur Fußball-Weltmeisterschaft 2022 wurde er für die Spiele gegen Uruguay und Kolumbien erneut nominiert, fiel aber wegen einer Verletzung aus. Nach seinem Debüt stand er weiterhin in zwei weiteren Freundschaftsspielen auf dem Platz.

## Erfolge
CD Palestino
- Sieger der Copa Chile: 2018